# 黑冰

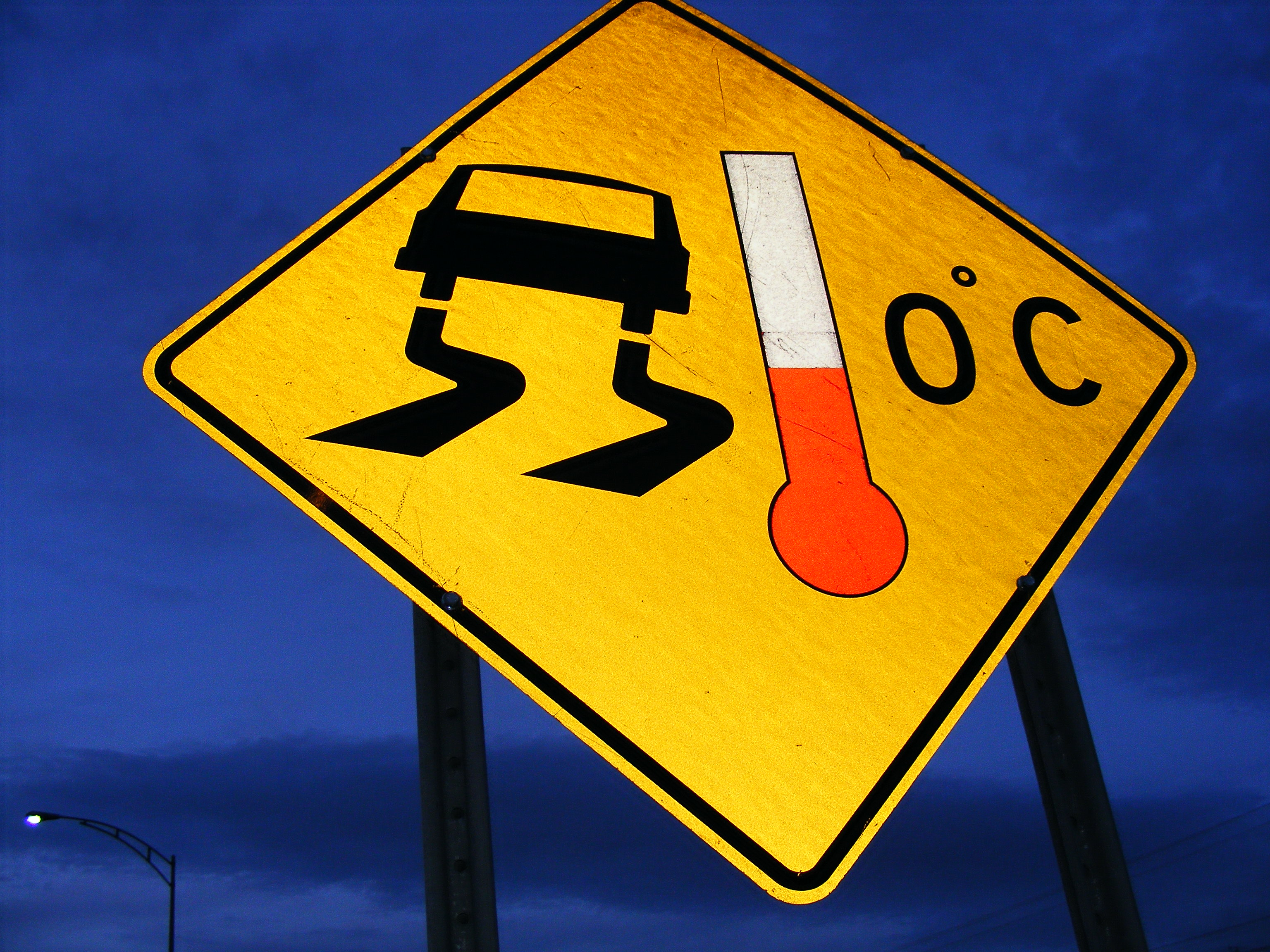
加拿大魁北克的路面结冰警告标志

黑冰，是指表面，尤其是路面上，一层薄的冰壳。冰本身并不黑，但视觉上透明，往往可以透过它看到下面黑色的路面。冰珠、雪或雨夹雪构成的黑冰，往往不易察觉。人或车走在上面，很难看清有冰的区域，因此容易导致侧滑失控及随之而来的事故。这跟遭遇柴油泄漏在路上的问题类似。

## 定义
黑冰这个词在美国经常被错误地用来描述道路上形成的任何类型的冰，即使是路上长期存在的水因温度下降到冰点以下而结冰。按照正确的定义，黑冰形成于比较干燥的路上，司机很难发现。当路面下很浅部位的材质含水或潮湿时，如果其结冰并扩散，就会发生轮胎打滑的现象。然后司机们就会发现，他们已经开上了遍布无形薄冰的路面。
世界气象组织对黑冰的其它三个定义是：
- 淡水或盐水体上的薄冰层，因为透明而显示为黑色；
- 在航海术语中指一种可怕的结冰形式，有时严重到可以倾覆小型船舶；
- 山石上结冰的另外一个术语，相当于雨淞。

## 形成

### 在道路上
美国气象学会的气象词汇表中包括了黑冰的定义：“薄冰，外观较暗，可能形成于小雨、细雨落在温度低于0 °C（32 °F）的路面上。”因为黑冰仅有很薄一层，因此它高度透明，很难被发现，从而与雪、上冻的雪泥或较厚的冰层完全不同。此外，它常常与湿路面相间，而他们在外观上并没有区别。这使得在受影响的路面上开车、骑车或步行都非常危险。用食盐（氯化钠）除冰的有效温度能低至约−18 °C（0 °F）。如果温度更低，就要用到其它化合物，如氯化镁或氯化鈣，因为它们的凝固点更低。
在低温时（低于0 °F [−18 °C]），汽车尾气中的水分凝结在道路上可以形成黑冰。2008年12月中，明尼苏达的气温长时间保持在−18 °C（0 °F）以下，就产生了这种条件，并引发多起事故。盐在如此低温下失去除冰作用，使问题更加恶化。即使环境温度比水的熔点0 °C（32 °F）高几度，如果是在长时间的寒冷之后突然回暖，由于道路表面的温度仍然低于冰点，则仍然可能形成黑冰。
2013年12月1日，繁忙的感恩节后周末交通遭遇了黑冰。在I-290高速公路马萨诸塞州伍斯特路段由东向西方向，发生了连环车祸，涉及三辆半挂车和其它60余辆车。冰面突然形成于一个长下坡处，当司机们翻过坡顶看到前面的车祸时为时已晚，因为路面光滑他们无法把车刹停。

### 在桥上

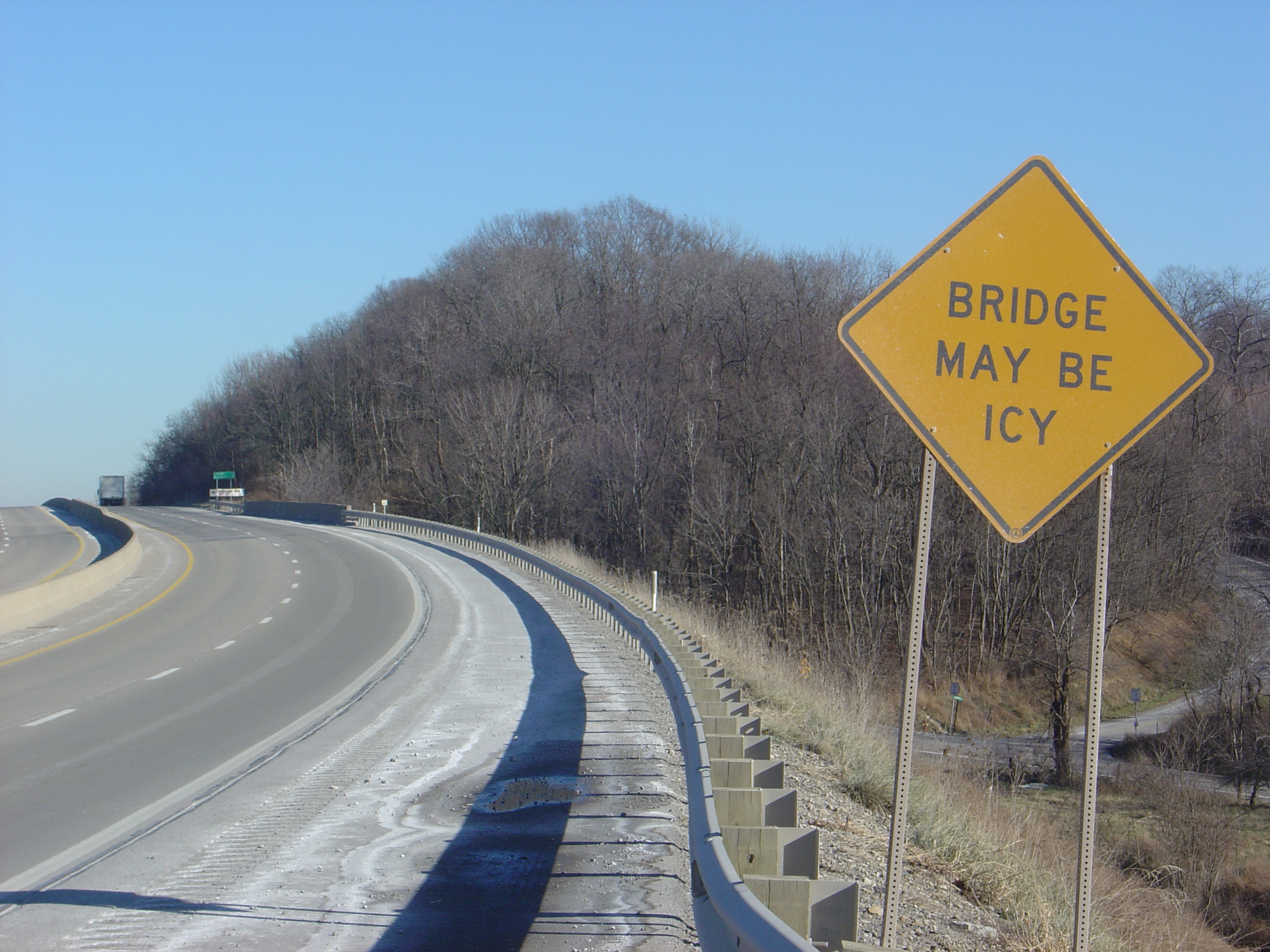
美国高速公路上的结冰警告标志

在桥梁和立交桥上会尤其危险。黑冰会首先形成于桥梁和立交桥上，因为空气可以从上方和下方同时流经桥面。环境温度下降时，桥面的温度会较一般路面下降得更快。
在美国，带有“桥梁可能结冰”字样的道路警告标志表示桥梁结构上的道路有潜在危险。
类似的道路警告标志在加拿大随处可见，但是警告有时并没有按照双语的要求。加拿大的标志上画有带刹车痕迹的车辆及雪花。相同标志的官方及非官方说明是“路面湿滑”。
额外的标志在加拿大各省可能带有不同的措词，没有双语要求：
- 桥梁结冰
- 湿滑
- 道路结冰
- 结霜时道路光滑
- 桥面结冰
- 桥梁结冰，下桥解除

#### I-35W密西西比河大桥问题

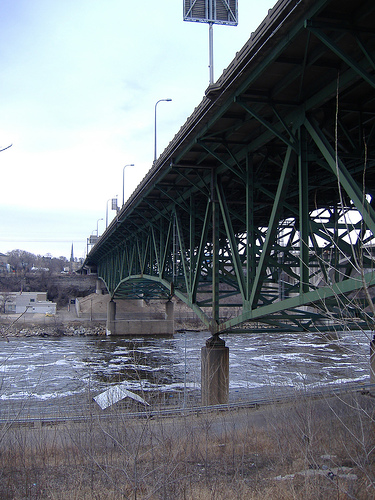
从桥下看I-35W密西西比河大桥，摄于2006年

I-35W密西西比河大桥位于明尼苏达州明尼阿波利斯，因黑冰而闻名，后于2007年倒塌，坠入密西西比河。在其40年的一生中，发生了多起连环车祸。1985年12月19日，当地气温降至−34 °C（−29 °F）。过桥的汽车遭遇黑冰，大桥南向北方向发生了大规模的连环车祸。1996年2月和12月，该桥被鉴定为当地高速公路系统在寒冷天气中最危险的单一危险点。因为在气温降至冰点以下时，几乎总会形成无摩擦的薄层黑冰。而该桥附近的圣安东尼瀑布明显加剧了结冰问题，而该地点也因为经常造成车辆侧滑和碰撞而知名。
在1999年1月之前，Mn/DOT开始测试氯化镁解决方案，及氯化镁和一种粮食加工副产品的混合物，看它是否能减少冬季桥上形成黑冰。1999年10月，该州在桥面上嵌入温度活性喷嘴，向桥面喷洒乙酸钾，以避免该区域在冬天出现黑冰。2000年该系统投入使用。
自动除冰系统防止了更多的连环车祸，但由于它加速了结构的腐蚀，可能对I-35W大桥的垮塌起了重要作用。

### 在水面上

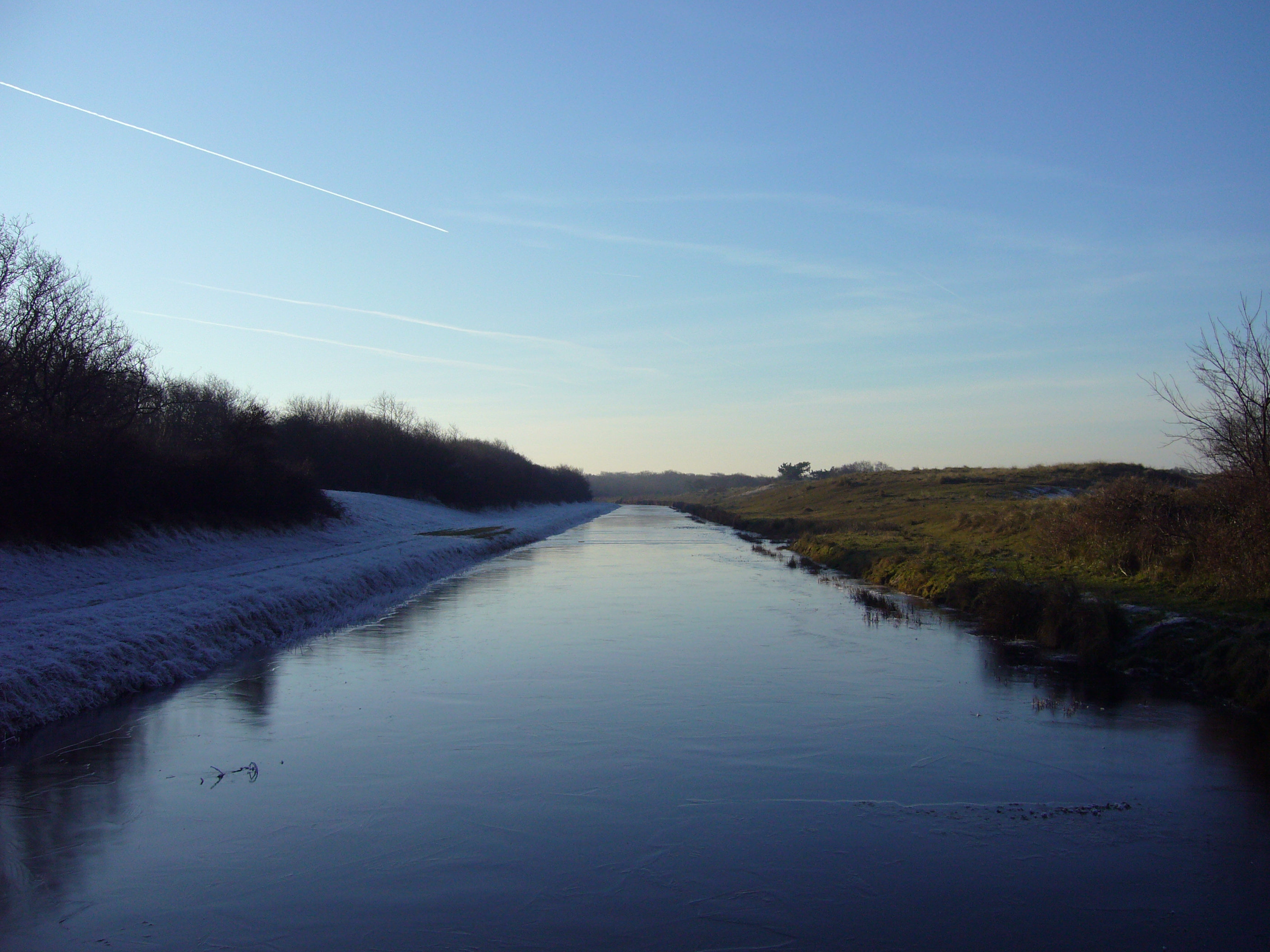
荷兰一条运河上的黑冰

如果温度低于冰点而又无风，例如秋高气爽的夜间，湖面上就会结一层薄冰。如果水体也足够深，它的颜色就是黑的，并且可以看透，因此被叫做黑冰。
如果温度够低，海水的喷溅和水蒸汽的冻结在接触船舶的上部结构时，也会形成冰。这种方式形成的冰也被称为「雾凇」。当这种过程加剧，船只上层甲板的重量增加，并可能最终导致倾覆。此外，雾凇可能会影响船上重要导航仪器的正常运行，比如雷达或无线电设备。这时就会使用不同的除冰措施：凿冰或者甚至是使用高压水枪来除冰。

### 在山上
黑冰对于登山来说是一个巨大的危险。寒冷的天气在高海拔地区很常见，而黑冰可以快速形成于岩石表面。和在路面上一样会突然出现意外的打滑，但是如果岩石处在突出的位置，则可能会坠落而致命。在这种情况下，冰镐和冰爪是必不可少的，它们可以防止滑落，而保护绳则能防止坠落。